# باولو دوارتي
باولو دوارتي (بالبرتغالية: Paulo Jorge Duarte‏) هو مدرب كرة قدم ولاعب كرة قدم برتغالي في مركز الدفاع، ولد في 6 أبريل 1969 في البرتغال. شارك مع منتخب البرتغال لكرة القدم. أما مع النوادي، فقد لعب مع أونياو ليريا ونادي بوافيشتا ونادي قلمرية المتحد ونادي ماريتيمو وسالجويروس ‏.
خلال مسيرته الاحترافية لعب لعدة فرق في الدرجة الأولى لكرة القدم البرتغالية. بعد فترة وجيزة من إنهاء مسيرته كلاعب في فريق أونياو دي ليريا تم الإعلان عنه كمدرب للفريق. بعد فترة قصيرة في هذا المنصب، تم الإعلان عنه كمدرب لمنتخب بوركينا فاسو لكرة القدم.
في يونيو 2009، أُعلن أيضًا عن تعيينه مدربًا لفريق لومان في الدوري الفرنسي، وكذلك مدربًا لمنتخب بوركينا فاسو.
في أبريل 2015 انضم باولو دوارتي إلى النادي الصفاقسي بعد استقالة غازي الغرايري.
في عام 2016 تولى تدريب منتخب بوركينا فاسو مرة أخرى، قبل أن يرحل لتدريب منتخب بوركينا فاسو في 2019. في عام 2021، أصبح مدربًا لمنتخب توجو، وغادر بعد ثلاث سنوات ليتولى تدريب الخلود السعودي لموسم 2024/25.

## وصلات خارجية
- باولو دوارتي على موقع قاعدة بيانات كرة القدم.إي يو (الإنجليزية)
- باولو دوارتي على موقع بيانات كرة القدم. دي إي (الألمانية)
- باولو دوارتي على موقع عالم كرة القدم.نت (الإنجليزية)